# Gasthof Zum Grünen Baum (Dettelbach)

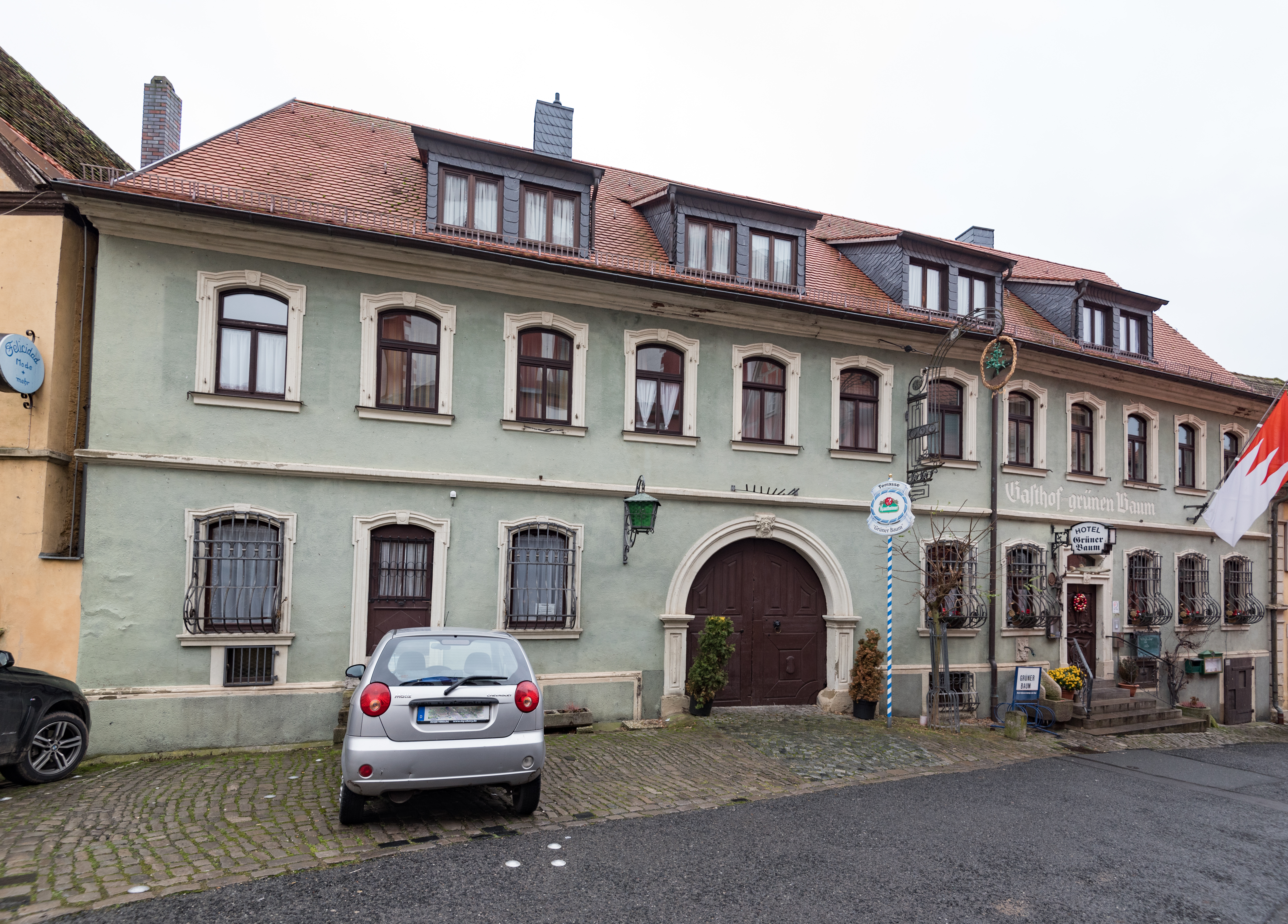
Das Gasthaus in der Dettelbacher Falterstraße

Der Gasthof Zum Grünen Baum (Adresse Falterstraße 2, früher Hausnummer 134) ist ein denkmalgeschütztes Bauwerk in der östlichen Altstadt des unterfränkischen Dettelbach.

## Geschichte
Der erste, urkundlich nachweisbare Wirt des Gasthofes Zum Grünen Baum war Johann Conrad Lamprecht. Er erhielt 1769 das sogenannte Schildrecht für seinen Betrieb. Nach einem Brand im Jahr 1780 entstanden die beiden Häuser Falterstraße 2 und 4 neu. Die Neuerrichtung zog sich bis ins Jahr 1782. Beide Häuser wurden bereits als Gasthöfe errichtet und mit einem großen Gastsaal ausgestattet. Die Keller blieben vom Brand unberührt, sodass das Gebäude noch heute Weinkeller aus dem Mittelalter besitzt.
Der Gasthof war lange Zeit über einen unterirdischen Gang mit dem Dettelbacher Burgberg verbunden, auf dem sich heute die Stadtpfarrkirche erhebt. Das Gasthaus wird seit dem 18. Jahrhundert durchgängig betrieben. Der „Grüne Baum“ ist als Baudenkmal eingeordnet. Die untertägigen Elemente sind als Bodendenkmal geführt. Außerdem ist es Teil des Ensembles Altstadt Dettelbach. Heute besteht in den Räumlichkeiten außerdem ein Hotel.

## Beschreibung
Das Gasthof präsentiert sich als zweigeschossiger Traufseitbau am Rande der Kirchenzinne. Er wurde 1782 errichtet, worauf auch die Jahreszahl oberhalb einer Türrahmung hinweist. Damit zählt das Haus zu den Baulichkeiten in Dettelbach, die am Übergang von Barock zu Rokoko entstanden. Hierauf verweisen auch die geohrten Fensterrahmungen an der Fassade. Die Geschosse sind mit Gesimsen voneinander getrennt. Der Ausleger des 18. Jahrhunderts hat sich erhalten. Er besitzt klassizistische Eisenstäbe, schließt aber mit einem rokokohaften Ende ab. Das Symbol verweist mit einem grünen Bäumchen auf den Namen des Wirtshauses.